# Cristiana Cascioliová
Cristiana Cascioliová (* 10. srpna 1975 Narni, Itálie) je bývalá italská sportovní šermířka, která se specializovala na šerm kordem. Itálii reprezentovala v devadesátých letech a v prvním a druhém desetiletí jednadvacátého století. Na olympijských hrách startovala v roce 2000 a 2004 v soutěži jednotlivkyň. V roce 2003 obsadila třetí místo na mistrovství světa v soutěži jednotlivkyň. S italským družstvem kordistek vybojovala v roce 2009 titul mistryň světa a v roce 1999, 2007 titul mistryň Evropy.